# ゴールデングローブ賞 映画部門 主演男優賞 (ミュージカル・コメディ部門)
ゴールデングローブ賞 映画部門 主演男優賞（ミュージカル・コメディ部門） (Golden Globe Award for Best Actor - Motion Picture Musical or Comedy) はゴールデングローブ賞の部門の一つ。第8回よりドラマ部門から独立した。

## 受賞者一覧

### 1950年代
- 1950年（第8回） - フレッド・アステア（土曜は貴方に）
- 1951年（第9回） - ダニー・ケイ（南仏夜話・夫(ハズ)は僞者）
- 1952年（第10回） - ドナルド・オコナー（雨に唄えば）
- 1953年（第11回） - デヴィッド・ニーヴン（月蒼くして）
- 1954年（第12回） - ジェームズ・メイソン（スタア誕生）
- 1955年（第13回） - トム・イーウェル（七年目の浮気）
- 1956年（第14回） - カンティンフラス（八十日間世界一周）
- 1957年（第15回） - フランク・シナトラ（夜の豹）
- 1958年（第16回） - ダニー・ケイ（五つの銅貨）
- 1959年（第17回） - ジャック・レモン（お熱いのがお好き）

### 1960年代
- 1960年（第18回） - ジャック・レモン（アパートの鍵貸します）
- 1961年（第19回） - グレン・フォード（ポケット一杯の幸福）
- 1962年（第20回） - マルチェロ・マストロヤンニ（イタリア式離婚狂想曲）
- 1963年（第21回） - アルベルト・ソルディ（To Bed or Not to Bed）
- 1964年（第22回） - レックス・ハリソン（マイ・フェア・レディ）
- 1965年（第23回） - リー・マーヴィン（キャット・バルー）
- 1966年（第24回） - アラン・アーキン（アメリカ上陸作戦）
- 1967年（第25回） - リチャード・ハリス（キャメロット）
- 1968年（第26回） - ロン・ムーディー（オリバー!）
- 1969年（第27回） - ピーター・オトゥール（チップス先生さようなら）

### 1970年代
- 1970年（第28回） - アルバート・フィニー（クリスマス・キャロル）
- 1971年（第29回） - トポル（屋根の上のバイオリン弾き）
- 1972年（第30回） - ジャック・レモン（お熱い夜をあなたに）
- 1973年（第31回） - ジョージ・シーガル（ウィークエンド・ラブ）
- 1974年（第32回） - アート・カーニー（ハリーとトント）
- 1975年（第33回） - ウォルター・マッソー（サンシャイン・ボーイズ）、ジョージ・バーンズ（サンシャイン・ボーイズ）
- 1976年（第34回） - クリス・クリストファーソン（スター誕生）
- 1977年（第35回） - リチャード・ドレイファス（グッバイガール）
- 1978年（第36回） - ウォーレン・ベイティ（天国から来たチャンピオン）
- 1979年（第37回） - ピーター・セラーズ（チャンス）

### 1980年代
- 1980年（第38回） - レイ・シャーキー（The Idolmaker）
- 1981年（第39回） - ダドリー・ムーア（ミスター・アーサー）
- 1982年（第40回） - ダスティン・ホフマン（トッツィー）
- 1983年（第41回） - マイケル・ケイン（リタと大学教授）
- 1984年（第42回） - ダドリー・ムーア（結婚ダブルス/ミッキー&モード）
- 1985年（第43回） - ジャック・ニコルソン（女と男の名誉）
- 1986年（第44回） - ポール・ホーガン（クロコダイル・ダンディー）
- 1987年（第45回） - ロビン・ウィリアムズ（グッドモーニング, ベトナム）
- 1988年（第46回） - トム・ハンクス（ビッグ）
- 1989年（第47回） - モーガン・フリーマン（ドライビング Miss デイジー）

### 1990年代
- 1990年（第48回） - ジェラール・ドパルデュー（グリーン・カード）
- 1991年（第49回） - ロビン・ウィリアムズ（フィッシャー・キング）
- 1992年（第50回） - ティム・ロビンス（ザ・プレイヤー）
- 1993年（第51回） - ロビン・ウィリアムズ（ミセス・ダウト）
- 1994年（第52回） - ヒュー・グラント（フォー・ウェディング）
- 1995年（第53回） - ジョン・トラヴォルタ（ゲット・ショーティ）
- 1996年（第54回） - トム・クルーズ（ザ・エージェント）
- 1997年（第55回） - ジャック・ニコルソン（恋愛小説家）
- 1998年（第56回） - マイケル・ケイン（リトル・ヴォイス）
- 1999年（第57回） - ジム・キャリー （マン・オン・ザ・ムーン）

### 2000年代
- 2000年（第58回） - ジョージ・クルーニー （オー・ブラザー!）
- 2001年（第59回） - ジーン・ハックマン（ザ・ロイヤル・テネンバウムズ）
- 2002年（第60回） - リチャード・ギア（シカゴ）
- 2003年（第61回） - ビル・マーレイ（ロスト・イン・トランスレーション）
- 2004年（第62回） - ジェイミー・フォックス（Ray/レイ）
- 2005年（第63回） - ホアキン・フェニックス（ウォーク・ザ・ライン/君につづく道）
- 2006年（第64回） - サシャ・バロン・コーエン (ボラット 栄光ナル国家カザフスタンのためのアメリカ文化学習)
- 2007年（第65回） - ジョニー・デップ（スウィーニー・トッド フリート街の悪魔の理髪師）
- 2008年（第66回） - コリン・ファレル (ヒットマンズ・レクイエム)
- 2009年（第67回） - ロバート・ダウニー・Jr (シャーロック・ホームズ)

### 2010年代
- 2010年（第68回） - ポール・ジアマッティ（バーニーズ・バージョン ローマと共に）
- 2011年（第69回） - ジャン・デュジャルダン（アーティスト）
- 2012年（第70回） - ヒュー・ジャックマン（レ・ミゼラブル）
- 2013年（第71回） - レオナルド・ディカプリオ（ウルフ・オブ・ウォールストリート）
- 2014年（第72回） - マイケル・キートン（バードマン あるいは（無知がもたらす予期せぬ奇跡））
- 2015年（第73回） - マット・デイモン（オデッセイ）
- 2016年（第74回） - ライアン・ゴズリング（ラ・ラ・ランド）
- 2017年（第75回） - ジェームズ・フランコ（ディザスター・アーティスト）
- 2018年（第76回） - クリスチャン・ベール（バイス）
- 2019年（第77回） - タロン・エガートン（ロケットマン）

### 2020年代
- 2020年（第78回） - サシャ・バロン・コーエン（続・ボラット 栄光ナル国家だったカザフスタンのためのアメリカ貢ぎ物計画）
- 2021年（第79回） - アンドリュー・ガーフィールド（Tick, tick... BOOM! : チック、チック…ブーン!）
- 2022年（第80回） - コリン・ファレル（イニシェリン島の精霊）[1]
- 2023年（第81回） - ポール・ジアマッティ（ホールドオーバーズ 置いてけぼりのホリディ）[2]
- 2024年（第82回） - セバスチャン・スタン（顔を捨てた男）